# Anacleto Gerosa
Anacleto Gerosa (Vaprio d'Adda, 7 dicembre 1880 – prima del 1960) è stato un imprenditore e politico italiano.

## Biografia
Commerciante di cristallerie presso la ditta "Panzeri-Gerosa-Bresciani" di Milano nei primi anni venti conosce Giuseppe Toso, fondatore della "Società Anonima Cristalleria Murano" e principale fornitore della società milanese. L'anonima produce sia cristallerie artistiche che articoli in vetro neutro, utilizzato per strumenti scientifici e fiale medicali ed allora oltremodo richiesto, e il Gerosa entra ben presto a far parte del suo consiglio di amministrazione. Tra i due si forma un sodalizio imprenditoriale che nel 1930 porta alla separazione delle due produzioni con la fondazione di un nuovo stabilimento per la produzione di apparecchi scientifici, fiale, graduazione e taratura di precisione, nonché decorazione a stampa su vetri per uso scientifico. La nuova anonima "Gerosa-Toso" dispone di un grande impianto a Treviglio, disposto su un'area di circa 6.000 m² dei quali 3.500 coperti, che occupa inizialmente 200 operai. Il sodalizio dura fino a tutta la seconda guerra mondiale, dopo la quale Lino Toso, figlio di Giuseppe, preferisce separarsi per dirigere la Murano. La Toso-Gerosa viene rifondata con la nuova ragione sociale "Gerosa Industria Vetri Speciali" (GIVES), la cui attività cessa del tutto nel 1987.